# Ramon Soldevila Tomasa
Ramon Soldevila Tomasa (Sant Mateu de Bages, 1920 - 1980) fou un polític català, alcalde de Manresa durant el franquisme. Fill d'un destacat dirigent local de la Lliga Regionalista, en esclatar la guerra civil espanyola es va passar al bàndol nacional, tot i que no hi va lluitar. En acabar la contesa es va afiliar a FET y de las JONS i es va fer amic personal de Mariano Calviño de Sabucedo Gras. Llicenciat en dret, treballà com a assessor de la Confederació Nacional de Sindicats. El 1960 fou nomenat regidor de l'ajuntament de Manresa pel terç familiar, i el 1964 fou nomenat alcalde de Manresa i diputat de la Diputació de Barcelona. El seu mandat municipal va coincidir amb el "desarrollismo", va millorar els carrers i accessos, va suprimir la xarxa ferroviària a l'interior del nucli urbà, va pavimentar grans avingudes i va impulsar el Parc de l'Agulla.
El 1975 va deixar l'alcaldia quan el governador civil de Barcelona, el futur ministre Rodolfo Martín Villa, el va nomenar subgovernador de Barcelona, càrrec que va mantenir amb el seu successor, Salvador Sánchez-Terán Hernández. Durant la transició espanyola es va afiliar a la Unió del Centre Democràtic i fou nomenat governador civil de Lleida, càrrec que va ocupar fins a novembre de 1980.